# Al-Khader
Al-Khader, també al-Khadr (àrab: الخضر, al-Ḫadr), és un municipi palestí en la governació de Betlem al centre de Cisjordània, situat 5 kilòmetres a l'oest de Betlem. Segons l'Oficina Central d'Estadístiques de Palestina (PCBS), tenia 12.301 habitants en 2016. L'àrea al voltant d'al-Khader és assenyalada amb vinyes, oliveres i figueres.
La part més antiga d'al-Khader es troba en un turó en forma de muntanya que s'enfronta a una cresta escarpada cap al sud i zones obertes al nord, a les terres altes centrals de Cisjordània. Limita amb el camp de refugiats de Dheisheh a l'est, la vila d'Artas més a l'est, Beit Jala al nord-est, al-Walaja i l'assentament israelià de Har Gilo al nord, Battir i Husan al nord-oest, Nahalin i l'assentament de Beitar Illit a l'oest, l'assentament de Neve Daniel al sud-est, i l'assentament d'Elazar al sud.

## Govern
Al-Khader és governat per un consell municipal de 13 membres inclòs l'alcalde. A les eleccions municipals de 2005 la llista Reforma afiliada a Hamàs fou la més votada amb 5 escons, mentre que la de Falasteen al-Ghan (propera a Fatah) en va treure quatre. Dies llistes independents — Al-Aqsa i Abnaa al-Balad — en van obtenir dos escons cadascuna.

## Història
El lloc d'al-Khader fou habitat per primer cop pels canaanites. En 1953 hi foren descobertes cinc puntes de sagetas de javelines del segle XI aC, amb inscripcions canaanites. La traducció era "dard d'Abd Labi't".
Al-Khader rep el seu nom per Sant Jordi qui en la cultura àrab és conegut com "al-Khidr." Segons la tradició local, Sant Jordi va ser tancat a la localitat d'Al-Khader on hi ha l'actual monestir de Sant Jordi. Les cadenes que el sostenien eren relíquies que es deia que tenien poder curatiu. Aquesta tradició de la presó de Sant Jordi va ser datada com a màxim el segle xv. El 1442 el Monestir de Sant Jordi va ser esmentat pel viatger occidental John Poloner, situat a un turó proper a Betlem.

### Època otomana
Durant el domini otomà (1516-1917), al-Khader era part de la xeïcat político-administratu i nàhiya («subdistricte») de Bani Hasan, que va ser governat per la família Absiyeh d'al-Walaja. El 1838 els seus habitants van ser classificats com a musulmans pels erudits anglesos Edward Robinson i Eli Smith, part del districte de Beni Hasan, a l'oest de Jerusalem. En 1863 Victor Guérin va trobar la vila «reduïda a dos centenars d'habitants, gairebé tots musulmans.» Va assenyalar també restes de construccions, amb pedres bastant grans, que creia datades d'una època anterior a la conquesta àrab.
Socin va trobar una llista oficial de pobles otomans del 1870 en que el-chadr tenia 122 en un total de 43 cases, encara que la població només hi incloïa els homes. També va assenyalar que el petit monestir grec era usat com a asil mental.
En 1883 el Survey of Western Palestine del Fons per a l'Exploració de Palestina la descrivia con una vila de grandària moderada amb una «església i un convent grecs.» Era envoltada de vinyes i oliveres i tombes tallades en roca al nord de la vila. Tenia una població mixta de musulmans i cristians ortodoxos grecs. En 1896 la població d' El-chadr era estimada en 210 persones.

### Època del Mandat Britànic
En el cens de Palestina de 1922, organitzat per les autoritats del Mandat Britànic, al-Khader tenia 697 persones (694 musulmans i 3 cristians). En el cens de 1931 la població era de 914, amb només tres cristians.
En el cens de 1945, la vila tenia 1,130 habitants musulmans i una àrea total de 20,100 dúnams. Formava part del districte de Jerusalem. D'aquests, 5,700 dúnams eren plantacions i regadius, 5,889 dúnams eren per a cereals, mentre 96 dúnams eren sòl edificat.

### Després de 1948
En la vespra de guerra araboisraeliana de 1948, i després dels acords d'armistici araboisraelians de 1949, al-Khader fou ocupada pel regne haixemita de Jordània. Després de la Guerra dels Sis Dies de 1967 va romandre sota l'ocupació israeliana. Segons el cens israelià de 1967 tenia 2.051 habitants. En 1997 la PCBS registrà una població de 6.802 habitants dels quals 3.606 eren homes i 3.196 dones. A diferència d'altres viles palestines els refugiats palestins i llurs descendents no tenen una població substancial a al-Khader, ja que el 1997 només suposaven el 5,2% de la població En 2007 donava una població de 9.774 habitants.
Des de la construcció de la barrera del Mur de Cisjordània al voltant d'Al-Khader, milers de terres de conreu s'han separat del poble, i els habitants no poden accedir-hi sense permís. L'any 2006, 50 vilatans van protestar contra el Mur omplint bosses de raïm i venent-les al llarg de Carretera 60. Els soldats i la policia israelians van intentar sufocar els manifestants i van provocar lesions i detencions de dos residents.
A l'abril de 2015, els vilatans van bloquejar el treball dels colons per crear un camí de derivació per accedir a un assentament il·legal que, si es completava, alienaria uns altres 400 dúnams de terres del poble.

## Cultura

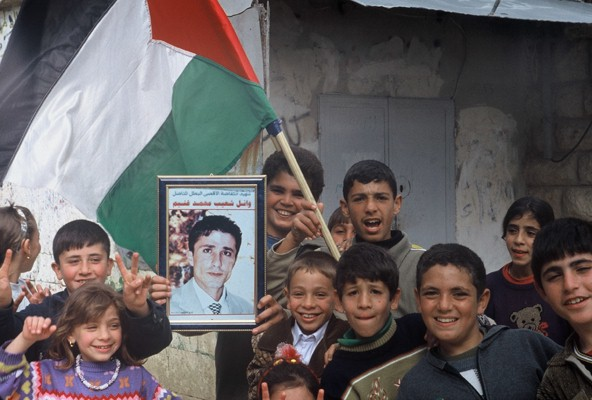
Funeral a Al-Khader, febrer 2001

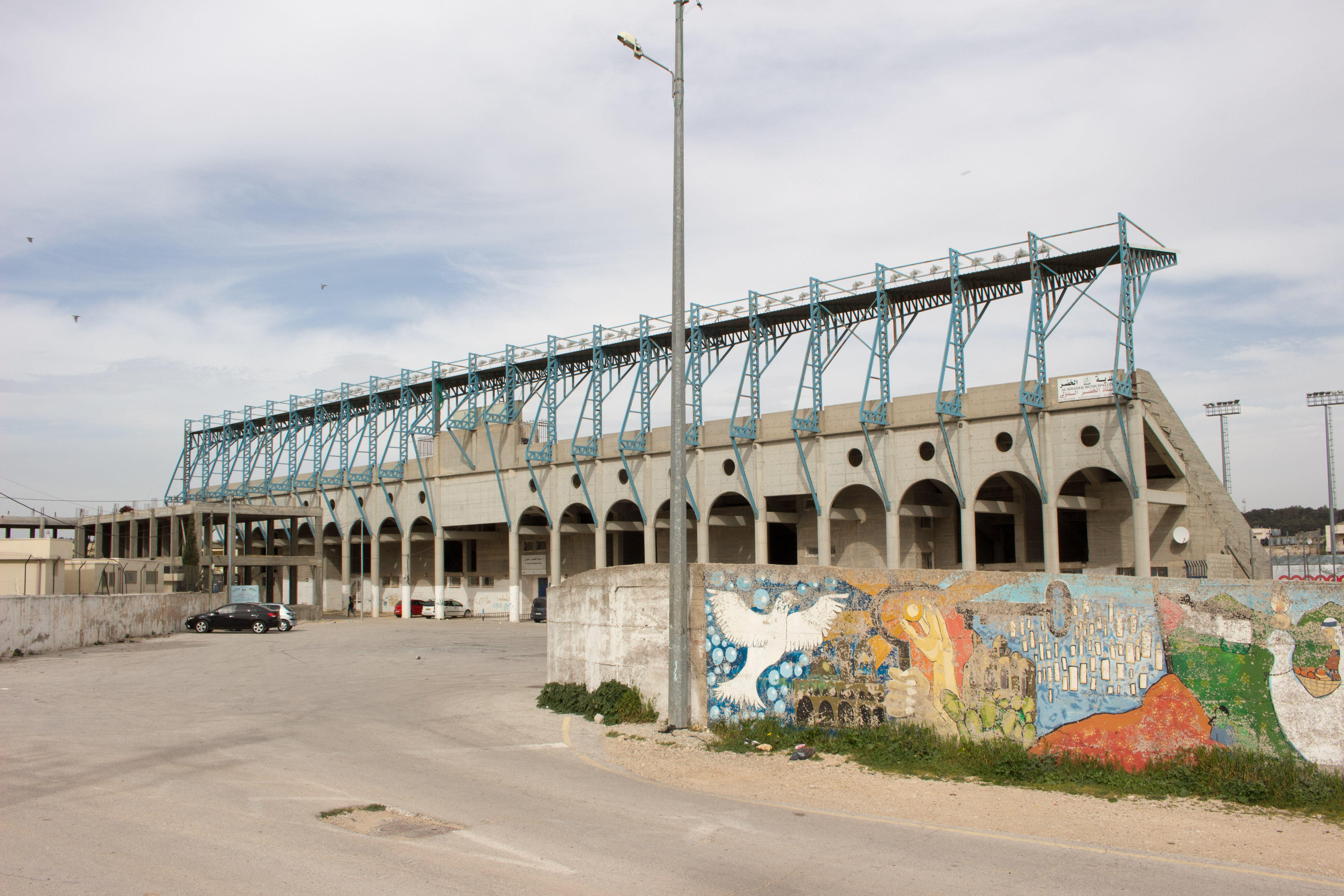
Vista exterior de l'estadi Al-Khader

### Llocs religiosos
El monestir ortodox de Sant Jordi i les piscines de Salomó són les principals atraccions turístiques d'al-Khader. Cristians palestins fr Bethlehem, Beit Sahour i Beit Jala i musulmans d'al-Khader s'apleguen al monestir per celebrar la Diada de Sant Jordi a començaments de maig. Les piscines de Salomó, anomenades pel desè soldà otomà Solimà el Magnífic, van ser construïdes pels romans sota Herodes el Gran per proporcionar aigua a l'aqüeducte construït per subministrar aigua a Betlem i Jerusalem, on va acabar sota la Mesquita d'Al-Aqsa. La principal i més antiga mesquita d'Al-Khader és la mesquita al-Hamadiyya. Segons l'International Middle East Media Center, en 2007 fou cremada per colons israelians. La mesquita tenia uns 700 anys i fou restautada pel Ministeri de Turisme de l'Autoritat Nacional Palestina.

### Festivals culturals
Al-Khader també és conegut a la zona pels seus préssecs, raïms i pomes. Alberga cada any el seu Festival Anual del raïm. El festival va ser iniciat pel municipi d'al-Khader per promocionar el principal producte agrícola de la ciutat, el raïm. En el festival es fan exposicions de brodats i teixits de punt, una mostra del patrimoni local de molins, trituradores i eines de collita i una exposició de productes de raïm casolans com dibs (melasses elaborades amb raïm). L'estadi Al-Khader, situat al municipi, té capacitat per a 6.000 espectadors.